# رولاند بيركامب
رولاند بيركامب (بالهولندية: Roland Bergkamp)‏ (3 أبريل 1991 بأمستلفين في هولندا - ) هو لاعب كرة قدم هولندي في مركز الهجوم. شارك مع منتخب هولندا تحت 21 سنة لكرة القدم. أما مع النوادي، فقد لعب مع برايتون أند هوف ألبيون وسبارتا روتردام وفي في في فينلو ونادي إكسلسيور ونادي إيمن ونادي روتشديل.

## وصلات خارجية
- رولاند بيركامب على موقع قاعدة بيانات كرة القدم.إي يو (الإنجليزية)
- رولاند بيركامب على موقع Soccerbase.com (لاعب) (الإنجليزية)
- رولاند بيركامب على موقع Soccerway.com (الإنجليزية)
- رولاند بيركامب على موقع عالم كرة القدم.نت (الإنجليزية)